# (15846) Billfyfe
(15846) Billfyfe (1995 UK28) – planetoida z grupy pasa głównego asteroid okrążająca Słońce w ciągu 3,83 lat w średniej odległości 2,45 j.a. Odkryta 20 października 1995 roku.